# Conference League Cup
Conference League Cup a fost o competiție eliminatorie de fotbal în care evoluau cluburi din nivelele 5 sau 6 din sistemul fotbalistic englez. Fără un sponsor, turneul a fost sistat pe o perioadă nedeterminată din sezonul 2009-10.